# Сантана-ду-Пиауи
Сантана-ду-Пиауи (порт. Santana do Piauí) — муниципалитет в Бразилии, входит в штат Пиауи. Составная часть мезорегиона Юго-восток штата Пиауи. Входит в экономико-статистический микрорегион Пикус. Население составляет 4917 человек на 2010 год. Занимает площадь 111,062 км². Плотность населения — 44,27 чел./км².

## Демография
Согласно сведениям, собранным в ходе переписи 2010 г. Национальным институтом географии и статистики (IBGE), население муниципалитета составляет:
| Полное население                               | Полное население                               | Полное население                               | Полное население                               | 4917  |
| ---------------------------------------------- | ---------------------------------------------- | ---------------------------------------------- | ---------------------------------------------- | ----- |
| в том числе:                                   | Городское население                            | 1939                                           | Процент городского населения, %                | 39,43 |
|                                                | Сельское население                             | 2978                                           | Процент сельского населения, %                 | 60,57 |
|                                                | Мужское население                              | 2399                                           | Процент мужского населения, %                  | 48,79 |
|                                                | Женское население                              | 2518                                           | Процент женского населения, %                  | 51,21 |
| Плотность населения, чел/км²                   | Плотность населения, чел/км²                   | Плотность населения, чел/км²                   | Плотность населения, чел/км²                   | 44,27 |
| Население муниципалитета в % к населению штата | Население муниципалитета в % к населению штата | Население муниципалитета в % к населению штата | Население муниципалитета в % к населению штата | 0,16  |

По данным оценки 2016 года, население муниципалитета составляет 4544 жителя.

## Статистика
- Валовой внутренний продукт на 2003 год составляет 6 021 831,00 реалов (данные: Бразильский институт географии и статистики).
- Валовой внутренний продукт на душу населения на 2003 год составляет 1253,24 реалов (данные: Бразильский институт географии и статистики).
- Индекс развития человеческого потенциала на 2000 год составляет 0,577 (данные: Программа развития ООН).